# Sundarpur Chuldawa
Sundarpur Chuldawa – gaun wikas samiti w środkowej części Nepalu  w strefie Dźanakpur w dystrykcie Sarlahi. Według nepalskiego spisu powszechnego z 2001 roku liczył on 1651 gospodarstw domowych i 9387 mieszkańców (4438 kobiet i 4949 mężczyzn).